# 菲律賓寬箬鰨
菲律賓寬箬鰨為輻鰭魚綱鰈形目鰨亞目鰨科的其中一種，為熱帶海水魚，分布於西太平洋菲律賓海域，體長可達23公分，棲息在底層水域，生活習性不明。